# Repeso
Repeso se llamó a una institución propia del Antiguo Régimen en España, tanto en la Corona de Castilla como en la Corona de Aragón, encargada de la vigilancia del mercado de alimentos en las ciudades. Su equivalente en la actualidad serían las autoridades de consumo.

## Características
El "Repeso", al mismo tiempo tribunal de justicia y brazo ejecutor, en un contexto de no separación de poderes, era la prolongación de la Autoridad Pública en el cumplimiento de su función de garantizar la paz ciudadana a través de la suficiencia y calidad del abasto y la resolución de los conflictos que en un espacio tan sensible como el mercado tenían lugar, legitimando la presencia y control del poder (en la medida difusa que tal poder se ejerciera en la época) dentro de la sociedad.
Como su nombre indica, la principal función del "Repeso" era vigilar la corrección de las transacciones comerciales de venta al público, repesando la mercancía previamente servida por el comerciante a un consumidor. La autoridad competente solía ser un regidor, y en su nombre y como brazo ejecutor uno o varios alguaciles, por tanto funcionarios del Ayuntamiento. Como sede de la Corte, en Madrid las competencias estaban duplicadas, pues aparte de la autoridad municipal, también ejercía competencias la Sala de Alcaldes de Casa y Corte, dependiente directamente del Consejo de Castilla. En este caso, como "verdadero tribunal, el repeso se constituye bajo la autoridad de un Alcalde de Casa y Corte en la misma plaza de mercado, ante el que se hacen denunciaciones, de oficio o a petición de parte, y que impone penas y conenaciones recurribles a la Sala.(...) Los alcaldes iban ocupando por turno el cargo de semanero e igualmente los escribanos y alguaciles, por turno, iban rotando por los dinstintos repesos. La recaudación de las multas se dedicaba, por mitades, a estos ministros que los servían y a los presos de la cárcel de Corte. Estas semanerías con las recaudaciones, se recogen en varios libros de gobierno. El número de repesos va aumentando hasta fijarse en ocho (en la Plaza Mayor, Rastro, plazuela de Santo Domingo, red de San Luis, plazuela de San Ildefonso, de Antón Martín, del Gato y calle de Alcalá). Coexistiendo con los repesos de corte había repesos de villa, bajo la autoridad de un regidor".
El especial cuidado que el Consejo (principal instrumento de la política interior de la Monarquía) puso en controlar la alimentación en Madrid se vio periódicamente enfrentado a las consecuencias del descontrol, cuya expresión máxima serían motines de subsistencia como el llamado "Motín de los Gatos" o de Oropesa (1699) y el "Motín de Esquilache" (1766), ambos casos utilizados políticamente.

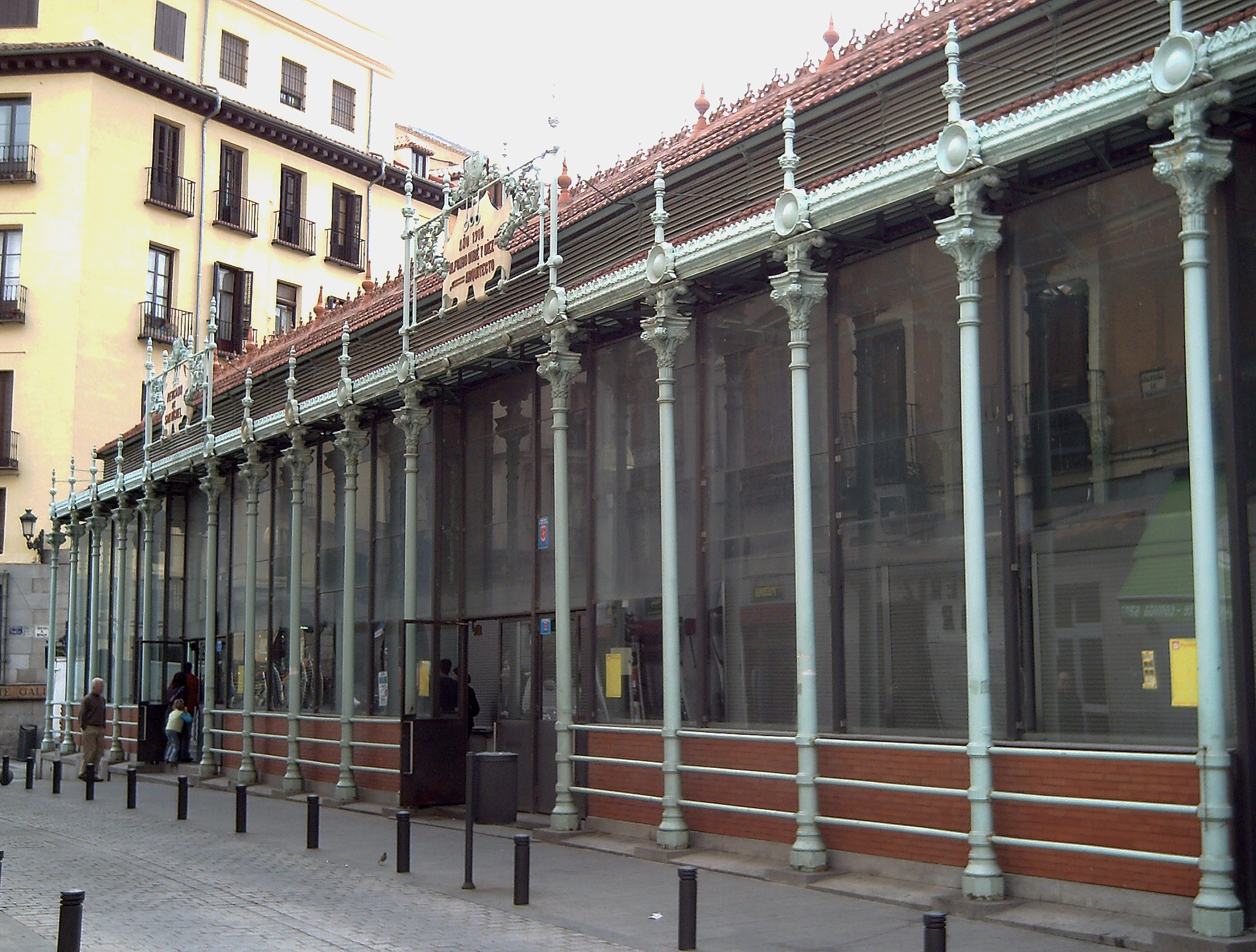
Mercado de San Miguel, en Madrid.

El espacio sobre el que el cada repeso ejercía su control era el de la Plaza Mayor, lugar habitual de mercado, donde se encontraba el "Repeso Mayor", así como el de las plazuelas —donde funcionaban los Repesos Menores—, en las que también se permitía la venta pública, que en Madrid fueron varias, conservándose algunas con uso de mercado municipal como la de Antón Martín, y otras en que se ha trasladado a una zona inmediata, como es el caso del Mercado de San Miguel.
En tales plazas y plazuelas se disponían las tablas o puestos públicos autorizados donde los tablajeros servían su mercancía (carne, pescado, tocino, etc.). Las infracciones, posiblemente más teóricas que reales y que se debían plantear como una forma de impuesto informal a los comerciantes, daban lugar a penas y condenaciones pecuniarias que se asentaban regularmente para su control. La documentación relativa a Madrid se conserva hoy en el Archivo Histórico Nacional y el Archivo de la Villa de Madrid. De tales registros se pueden extraer conclusiones acerca del ritmo anual y las variaciones anuales en el consumo de productos alimenticios.
El paternalismo o proteccionismo hacia el consumidor era la inspiración principal de la política frente al consumo durante el Antiguo Régimen. Las veleidades experimentales ilustradas de carácter liberal, como los decretos de libre comercio, fueron muy pronto reprimidas. El comportamiento de los agentes del mercado estaban fijados por la costumbre en roles que la "economía moral de la multitud" (en expresión de Thomson) aceptaba. Los precios eran sujetos a aprobación por parte de la Autoridad, y fijados en aranceles expuestos públicamente; se esperaba que fueran "justos", es decir, que no permitieran el enriquecimiento ilícito de los comerciantes abastecedores, que en su mismo nombre, de obligados, declaraban su condición de asentistas o contratistas en régimen de monopolio.
Eliminando la posibilidad de jugar con los precios, es la cantidad de producto, la medición o pesada, por tanto, la que el comerciante puede alterar para lograr ese lucro o beneficio ilícito que la teoría económica preliberal y la propia Iglesia católica condena. En el control de ese conflicto tiene el Repeso su papel central.
Otra institución confluyente, el «fiel almotacén» se encargaba de que los propios pesos y medidas fueran conformes con las legales.